# ハロー、ハロー
「ハロー、ハロー」は、坂本真綾の28枚目のシングル。2018年5月23日にFlyingDogから発売された。

## 概要
前作「CLEAR」以来4ヶ月ぶりのリリースとなる2018年第2弾シングル。
表題曲はテレビアニメ『あまんちゅ!〜あどばんす〜』のエンディングテーマとして書き下ろされた楽曲で、坂本自身が作詞・作曲を担当した。本人がシングル表題曲の作曲を手掛けるのは今回が初となる。
ボーナストラックとして、2017年6月4日に広島・嚴島神社にて開催されたコンサート「坂本真綾 Open Air Museum 2017」より「Million Clouds」のライブバージョンも収録されている。

## シングル収録内容
| 全作詞: 坂本真綾。 |                                        |           |               |            |      |
| #                  | タイトル                               | 作詞      | 作曲          | 編曲       | 時間 |
| 1.                 | 「ハロー、ハロー」                     | 坂本真綾  | 坂本真綾      | 渡辺善太郎 | 4:29 |
| 2.                 | 「月の話」                             | 坂本真綾  | 山本隆二      | 山本隆二   | 5:32 |
| 3.                 | 「Million Clouds」(acoustic live ver.) | 坂本真綾  | Frida Sundemo | 河野伸     | 4:47 |
| 4.                 | 「ハロー、ハロー」(Instrumental)       | 坂本真綾  |               |            | 4:29 |
| 5.                 | 「月の話」(Instrumental)               | 坂本真綾  |               |            | 5:29 |
| 合計時間:          | 合計時間:                              | 合計時間: | 合計時間:     | 24:46      |      |